# 圖帕克·夏庫爾
图派克·阿玛鲁·夏庫爾（英語：Tupac Amaru Shakur，1971年6月16日—1996年9月13日），本名為勒辛·帕里什·克魯克斯（Lesane Parish Crooks），藝名Tupac（簡寫為2Pac）及Makaveli，是一位非裔美国的西岸嘻哈音樂人。藝名「Tupac」來自於抵抗西班牙的印第安酋長圖帕克大君；另一個藝名「Makaveli」則來自於意大利的思想家，《君王論》與《李維論》的作者馬基雅維利（Machiavelli）。
圖帕克關心政治、經濟、社會及種族的問題，提倡自由、平等，作品圍繞著暴力、黑人貧民區、種族主義、社會福利議題及與其他饒舌歌手間的糾紛。他曾是《金氏世界紀錄》中擁有最高銷量的饒舌歌手（直到2009年方被阿姆取代），在全球共賣出超過一千萬張專輯，包括美國本土逾五百萬的銷量。也同时被眾多的歌迷、評論者和業内人士看作有史以來最偉大的嘻哈歌手之一。

## 早期生涯

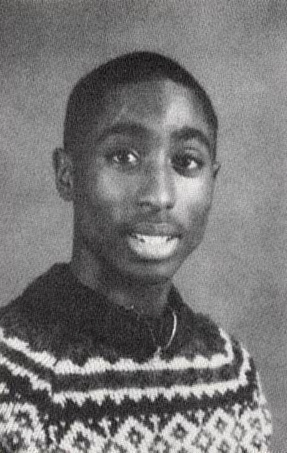
17歲的圖帕克·夏庫爾

圖帕克在1971年6月16日出生於紐約市曼哈頓上城的東哈林。本名勒辛·帕里什·克魯克斯（Lesane Parish Crooks），一歲時由母親阿芬妮·夏庫爾改名為图派克·阿玛鲁·夏庫爾。該名源自圖帕克·阿馬魯二世，他於1781年反叛西班牙人統治失敗而在祕魯遭到處決。圖帕克的媽媽曾解釋：「我想要他擁有一個具有革命特質的名字，我希望他知道他是這個世界、這個文化的一部分，而不只是一個市井小民。」
圖帕克有一位繼兄莫普里梅·「科馬尼」·夏庫爾，一位同母異父、小兩歲的妹妹Sekyiwa Shakur。

### 黑豹黨傳承
圖帕克的母親阿芬妮·夏庫爾本名艾莉絲·費伊·威廉斯（Alice Faye Williams），出生於北卡羅來納州；生父名為比利·加蘭（Billy Garland）。兩人都是1960年末期與1970年初期活躍於紐約的黑豹黨成員。
圖帕克出生的一個月之前，他的母親在因為黑豹21事件在紐約遭受審判，面臨150項指控，最終獲得無罪釋放。
圖帕克的教父埃爾默·「傑羅尼莫」·普拉特是黑豹黨中的高層，曾被指控在1968年中的一起搶劫案中謀殺老師，而最後的判刑遭到推翻。1979年時，圖帕克的繼父穆圖盧·夏庫爾幫助他的姑姑和教母從紐澤西的監獄中逃獄，成為美國聯邦調查局十大通緝要犯之一長達四年的時間。穆圖盧·夏庫爾在1986年被捕後，又因1981年的裝甲車搶劫案定讞遭到定罪和監禁。

### 求學過程
1984年，圖帕克一家從紐約搬到了馬里蘭州的巴爾的摩，他在羅蘭公園中學就讀八年級，接著在保羅·勞倫斯·鄧巴高中讀九年級。他在十年級轉學至巴爾的摩藝術學校，學習演戲、寫詩、爵士樂和芭蕾。
在巴爾的摩藝術學校裡，圖帕克結識了潔達·蘋姬，在那之後她也成為了圖帕克一些詩詞創作的主題。圖帕克死後，潔達·蘋姬說「他是我最好的朋友，就像親兄弟一樣，我們之間已經超越了普通的朋友關係。我們之間的關係，是人活了一輩子都不見得會用擁有的關係。」
1988年，圖帕克遷移至加州的馬林市，一個小而貧困的社區，位於舊金山灣區。在鄰近的米爾谷，他就讀於塔馬爾派斯高中，並在此演出一些戲劇作品。

## 音樂生涯

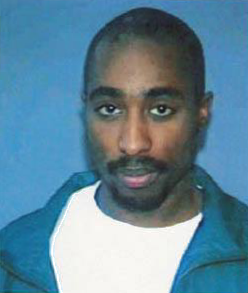
圖帕克·夏庫爾服刑時的照片

1991年1月，以Tupac這個藝名出道，首次在Digital Underground演出《Same Song》，這首歌也收錄在1991年2月的電影《Nothing but Trouble》的原聲帶中。
圖帕克的前兩張個人專輯，分別是在1991年11月發行的《2Pacalypse Now》和1993年2月發行的《Strictly 4 My N.I.G.G.A.Z.》。
他的團體Thug Life在1994年9月發佈了《Thug Life, Volume I》。1995年3月他以饒舌團體Outlawz的前身Dramacydal的成員身份，發行了第三張個人專輯《我與世界對抗》（Me against The world），他在Outlawz時期也發布了第四張個人專輯。圖帕克的第四張個人專輯《眾所矚目》（All Eyez on Me）是在他人生的末期1996年2月發行，這張專輯的歌曲與很多人合作，同時包含了Thug Life的成員Big Syke。在那當時圖帕克也已經完成了另一張個人專輯。
1996年11月，圖帕克以另一個藝名Makaveli製作的專輯《The Don Killuminati:The 7 Day Theory》被發布出來，這張錄音室專輯僅用八月裡的一週時間製作，但最後卻成為圖帕克死後所留下而被出版的作品。
之後的遺作包含了《R U Still Down?》(1997)、《Greatest Hits》(1998)、《Still I Rise》(1999)、《Until the End of Time》(2001)、《Better Dayz》(2002)、《Loyal to the Game》(2004)以及《Pac’s Life》(2006)。

### 初期(1989-1991)
圖帕克在1989年以MC New York作為藝名開始創作音樂。那年他開始參加Leila Steinberg的寫詩班，而Steinberg也成為了圖帕克的音樂經紀人。Steinberg為圖帕克當時的饒舌團體Strictly Dope舉行了一場小型演唱會，隨後他將圖帕克向饒舌團體Digital Underground的經紀人Atron Gregory引薦，並使圖帕克與Gregory成功簽下合約。
圖帕克後來將他的藝名改為圖帕克，並在1991年以這個藝名在Digital Underground中首次公開演出，演出歌曲《Same Song》，這首歌也被收錄在《This Is an EP Release》這張專輯，同時圖帕克也出現在了這首歌的音樂錄影帶中。這首歌同時也是1991年二月的電影《Nothing But Trouble》的配樂。

### 逐漸走紅(1992-1993)
圖帕克的首張專輯《2Pacalypse Now》是以1979年的一部電影《現代啟示錄》作為發想，這張專輯在1991年發行，許多具知名度的饒舌歌手如納斯、Eminem、Game和Talib Kweli都給出不錯的評價，除了〈If My Homies Call〉這首歌以外，〈Trapped〉、〈Brenda’s Got a Baby〉等歌曲都運用富有詩意的敘事方式描繪出了當時每個人在社會經濟不平等之下的奮鬥與掙扎。但在一次德州的訴訟案件中，一位辯護律師對一位槍擊美國州警官的青年進行辯護，並說犯案動機是因為聽了《2Pacalypse Now》這張專輯，而專輯內容涉及了警察暴力，以此理由進行辯護，圖帕克在這之後也面臨了許多的爭議。
美國前副總統丹·奎爾曾說：「這張專輯不應該被發行，社會並不容許它的存在。」圖帕克認為自己遭到了曲解，並解釋道：「我只是想透過饒舌來影響年輕的黑人們，當我在唱這些歌詞或說這些話的時候，並沒有想代表所有年輕的黑人們承受抨擊，只是想透過饒舌唱出一些能夠影響黑人族群的事，沒想到會變成媒體的攻擊對象。」不論如何，《2Pacalypse Now》是一張被美國唱片業協會認證為黃金等級的唱片，並賣出了超過五十萬張。總而言之，《2Pacalypse Now》是在嘻哈音樂中具有相當大地位的一張意識饒舌專輯，這些歌曲至今還是相當受歡迎。
圖帕克的第二張專輯《Strictly 4 My N.I.G.G.A.Z…》在1993年二月發行，這張專輯兼具了批判性與商業性，使得它一發行便成為《告示牌》暢銷專輯排行榜中的第24名。從專輯的音樂和內容層面上來看，這張專輯完整且強烈的表達了圖帕克的社會政治觀，並且製作品質也具有很高的水準。圖帕克在這張專輯與冰塊酷巴、Ice-T等人合作。冰塊酷巴是當時著名的饒舌歌手，他的饒舌團體N.W.A所創作的歌曲《Fuck The Police》是當時受到強烈關注的革命性歌曲，Ice-T是洛杉磯當地的匪幫饒舌歌手，他所屬的樂團Body Count曾在1992年寫過一首名為《Cop Killer》的歌曲，Ice-T和其團隊也因此面臨了很大的爭議。
《Strictly 4 My N.I.G.G.A.Z...》這張專輯收錄了許多膾炙人口的作品，其中〈I Get Around〉是一首派對歌曲，找來了Digital Underground裡的Shock G和Money-B合作，這首歌相當受歡迎，曾經登上告示牌百大單曲榜的第11名，也讓圖帕克的名聲與事業有了新的突破。另一首〈Keep Ya Head Up〉是一首具有正向意義、激勵人心的作品，內容提及了女性的權利，表達了鼓勵女性的想法與意念。這張專輯被認證為白金唱片，擁有超過百萬的銷售量。

### 明星時期(1994-1995)
1993年，圖帕克組了一個名為Thug Life的團體，並在1994年10月發行了這個團體的唯一一張專輯《Thug Life: Volume 1》，這張專輯在1994年被認證為金色等級的唱片。專輯內有名的歌曲《Poor Out a Little Liquor》頗受歡迎，並在1994年成為電影《Above the Rim》的電影配樂。這首歌是由Johnny “J”所製作，他在日後也成為了《All Eyes On Me》這張專輯的製作人。然而在當時，幫派饒舌面臨到許多爭議，使得專輯的原始版本遭到禁止與毀損。日後放入了很多新的歌曲取代原始版本裡的歌來重新完成這張專輯。
圖帕克在1995年3月發布了第三張專輯《Me against the world》，這張專輯被世人認為是最優秀、最有影響力的大師級傑作，發行首週就賣出了24萬張，在當時創下了男性饒舌歌手首週銷量最高的紀錄。此張專輯創下的成績非常優秀，其中更曾在告示牌百大單曲榜中創下流行單曲第9名的紀錄。在當年的7月，這張專輯就被認證為白金級唱片。此張專輯第一首歌《Dear Mama》在1995年2月首先發行，第二首歌《So many tears》則在6月釋出，甫發行就登上流行饒舌歌曲的第6名和告示牌百大單曲榜第44名的位置。同年8月發行最後一首單曲《引誘》，在告示牌百大單曲榜站上第68名，在熱門R&B/饒舌單曲排名第35名，以及第13名熱門饒舌單曲。1996年，圖帕克贏得了靈魂列車音樂大獎頒發的最佳饒舌專輯。

### 巨星時期(1995-1996)
1995年2月至10月，圖帕克在監獄裡服刑，而當時死囚唱片公司的創辦人蘇格・奈特聯繫上圖帕克，並進行協商，為圖帕克給付保釋金，以換取圖帕克與死囚唱片公司的合約。圖帕克此時籌備的專輯內容開始與以往不同，正在計畫開始一個「新的章節」，新的專輯《All Eyez On Me》內容更為激進、具攻擊性，也正是因為當時的圖帕克面臨了許多爭議，也有不少仇視他的敵人，他的歌曲開始有了風格上的轉變。
《All Eyez On Me》是圖帕克的第四張專輯，於1996年2月發行，這也是第一張饒舌音樂的雙碟專輯。這張專輯是圖帕克第二次得到告示牌二百大專輯榜熱門R&B/饒舌專輯排行第一名的專輯，並在首週就達到56萬張的銷量，於4月被認證為5倍多白金及唱片。單曲《How Do U Want It》和《California Love》都曾經登上告示牌百大單曲榜的第一名。1997年，圖帕克獲得靈魂列車音樂大獎的最佳R&B/嘻哈音樂年度專輯獎；並在第24屆全美音樂獎中獲得最受歡迎的嘻哈/饒舌歌手。1998年，這張專輯的認證被更新為9倍多白金等級的專輯，2014年更達到10倍多白金等級到銷量。
圖帕克的第五張專輯，也是他最後一張錄音室專輯，《The Don Killuminati: The 7 Day Theory》（被簡稱為The 7 Day Theory）以新的藝名Makaveli的身份發布，1996年8月，圖帕克僅用了7天的時間就完成這張專輯，三天創作和錄音，另外四天進行混音後製。2005年，MTV.com將《The 7 Day Theory》排在了史上最佳嘻哈專輯排行榜中第9名的位置。此張專輯內容有許多訴說痛苦、艱難的歌曲深深打動了許多的聽眾。根據死囚唱片公司的公關George Pryce的說法，此張專輯原先計劃以地下、不公開發行的方式問世，但在圖帕克當年9月遭到謀殺後，還是公開發行了這張專輯。這張專輯拿下Billboard R&B/嘻哈專輯排行榜第一名，並且是當年專輯發行首週銷量第二名的專輯，1999年被認證為4倍多白金等級唱片。

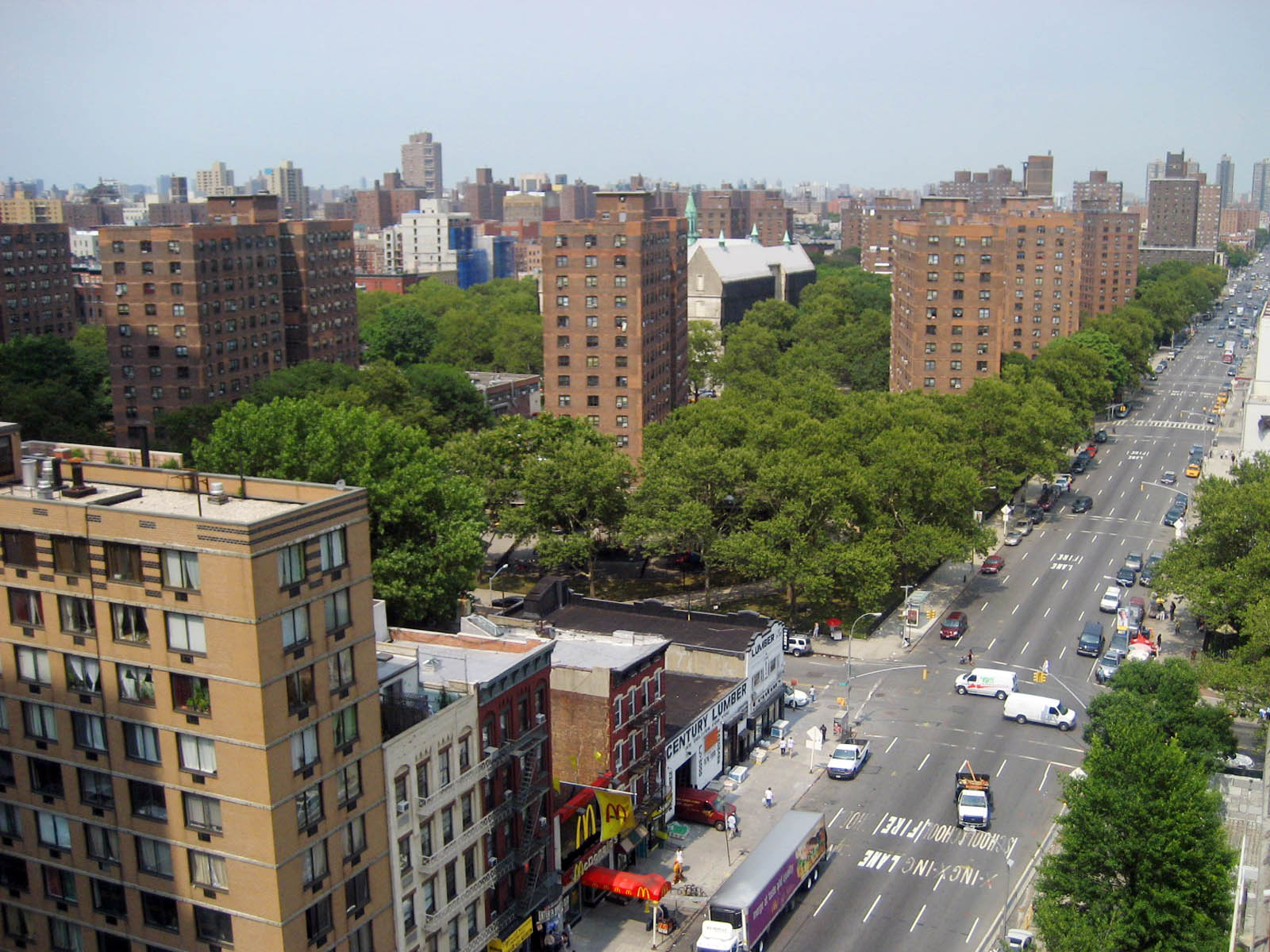
纽约东哈莱姆的街坊是图派克的出生地

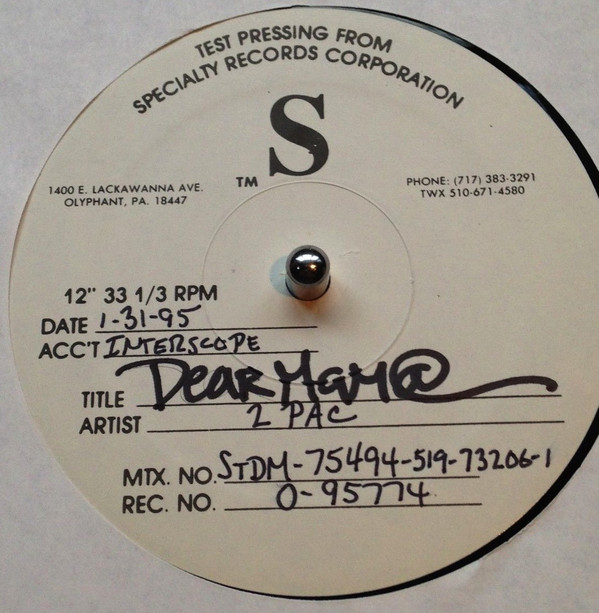
试压的单曲 "Dear Mama"：在嘻哈历史里排名第一的单曲

## 歷年專輯
- 1991年:《2Pacalypse Now》
- 1993年:《Strictly 4 My N.I.G.G.A.Z.》
- 1993年:《Tupac: Resurrection》
- 1995年:《我與世界對抗》
- 1996年:《眾所矚目》
- 1996年:《The Don Killuminati: The 7 Day Theory》
- 1997年:《Gridlock'd》
- 1997年:《R U Still Down?》
- 1998年:《Makaveli 4: Vengeance》
- 1998年:《Makaveli 5: Thug Passion》
- 1998年:《Makaveli 6》
- 1999年:《Makaveli 8》
- 1999年:《Still I Rise》
- 2000年:《The Rose That Grew from Concrete》
- 2001年:《Until the End of Time》
- 2002年:《Better Dayz》
- 2004年:《2Pac Live》
- 2004年:《Loyal to the Game》
- 2005年:《Live at the House of Blues》
- 2005年:《Sunset BLVD》
- 2006年:《Tupac Duets: NY 2 Cali》
- 2006年:《The Passion of Tupac》
- 2006年:《A Decade of Silence》
- 2006年:《Pac's Life》
- 2010年:《One Nation》
- 2010年:《Shakurspeare》
- 1997年:《1 in 21: A Tupac Shakur Story》(迷你專輯)
- 1998年:《Greatest Hits》
- 2000年:《Beginnings: The Lost Tapes 1988–1991》
- 2003年:《Nu-Mixx Klazzics》
- 2003年:《The Prophet: The Best of the Works》
- 2003年:《The Prophet: The Best of the Works》
- 2005年:《The Rose, Vol. 2》
- 2005年:《The Prophet Returns》
- 2007年:《The Best of 2Pac, Pt. 2: Life》
- 2007年:《Best of 2Pac》
- 2007年:《Nu-Mixx Klazzics Vol. 2》
- 2007年:《Death Row Dayz》

## 電影演出
*以下列表只記錄圖帕克·夏庫爾演出過的影視作品，若有遺漏或錯誤，請協助補充和改善相關資料。
- 馬路羅曼史 1993年
- 哈雷兄弟 1992 年
- 魔警殺手 1997年
- 霹靂硬小子 1994年
- 鬼屋24小時 1991年
- 誰殺了大個子 2018 年
- 浪子回頭妙事多 1997年
- 黑街殺手 1996年
- Tupac Shakur: Thug Angel 2 2002年
- Tupac: Aftermath 1992年
- Eyes on Hip Hop 1993年
- Black Hollywood 1993年
- Remembering Makaveli, Volume 1 1994年
- 謀殺說唱 1994年
- 2Pac: Temptations 1995年
- 2Pac 4 Ever 1995年
- Tupac: Uncensored and Uncut: The Lost Prison Tapes 1995年
- 黑幫殺人事件 1995年
- Tupac - Live at House of Blues 1996年
- Tupac Assassination: Battle for Compton 1996年
- The Life and Death of Tupac Shakur 1996年
- Rhyme & Reason 1997年
- Tupac: Assassination II -- Reckoning 1999年
- Charlie Hustle: The Blueprint of a Self-Made Millionaire 1999年
- Dead Homiez 1999年
- Snoop Doggy Dogg: Smokefest 1996 Tour Video 1999年
- Snoop Doggy Dogg: Smokefest 1996 Tour Video 1999年
- 喜劇天才鮑勃．愛因斯坦 1999年
- R.I.P.: Shades of Hip Hop 2000年
- Napoleon: Life of an Outlaw 2000年
- Thug Immortal: The Tupac Shakur Story 2000年
- Death Row Uncut 2000年
- Freestyle: The Art of Rhyme 2000年
- Welcome to Death Row 2001年
- Tupac Shakur: Before I Wake 2001年
- Tupac Vs. 2002年
- Biggie & Tupac 2002年
- Tha Westside 2002年
- Ice Cube: The Making of a Don 2003年
- Tupac: Resurrection 2003年
- Beef 2003年
- Beef II 2004年
- Apprenticeship of Tupac Shakur 2005年
- Apprenticeship of Tupac Shakur 2005年
- Rap Dreams 2006年
- Tupac: So Many Years, So Many Tears 2006年
- Tupac: Assassination 2007年
- Runnin' Rebels of UNLV 2011年
- 大賣空 2015年
- Can't Stop, Won't Stop: A Bad Boy Story 2017年
- 金牌音樂監製昆西·瓊斯 2018年
- Remastered: Who Killed Jam Master Jay? 2018 年
- 声名狼藉先生：我的故事 2021年

## 人際關係
圖帕克成年後，他持續結識許多不同背景的人們。他的朋友圈相當廣，像麥克·泰森、恰克·D、金·凱瑞和艾拉妮絲·莫莉塞特都是他的好友，艾拉妮絲·莫莉塞特更曾經和圖帕克計畫一同開餐廳。
圖帕克曾在1994年短暫與瑪丹娜交往，兩人曾合作《I'd Rather Be Your Lover》一曲，原本要收錄在瑪丹娜同年10月的專輯《枕邊故事》中，卻因當時圖帕克的犯罪事件，唱片公司擔心影響到瑪丹娜的形象，而決定將該曲饒舌部分替換成另一位歌手Meshell Ndegeocello擔綱。
1995年4月，圖帕克正剛開始服刑，他與當時的女友Keisha Morris結婚，但這段關係也在1996年3月結束。1996年6月起到死亡之前的這段時間，圖帕克和他的女友基達達·瓊斯同居，基達達·瓊斯是唱片製作人昆西·瓊斯和演員佩姬·利普顿的女兒。
1994年圖帕克曾公然抨擊異族聯姻，而他的女友基達達·瓊斯出生在一個異族聯姻的家庭，他也在日後表明收回這個言論。圖帕克死亡的時候基達達·瓊斯正待在他身旁。圖帕克在一些歌曲的歌詞裡會有傳教的概念，以及透過自然神論的主張形式來展現。

## 犯罪和死亡
1993年圖帕克被指控性侵，1994年11月判決，在判決的前一天，圖帕克在曼哈頓的一個錄音室大廳被刺殺，腹部被五發子彈擊中，圖帕克卻僥倖得生，次日坐著輪椅聽審，不過此案，他依然被判定有罪（雖然他強烈否認，認為這是仙人跳）。入監11個月之後，圖帕克被西岸嘻哈「死囚唱片」負責人蘇格·奈特（Suge Knight）保釋出來。奈特的交換條件是圖帕克必須代表「死囚唱片公司」，發行三張唱片。
圖帕克懷疑自己遭槍擊，幕後藏鏡人是東岸嘻哈大個子與吹牛老爹等饒舌歌手，於是開始死命地寫歌攻擊他們，這事件引發了長期性的「東西岸嘻哈之爭」，圖帕克從此作風更加兇猛和激烈。
1996年9月7日，图派克在拉斯維加斯看完知名拳擊手泰森的比賽後，在BMW 750iL的座車裡被人槍擊，連中四彈。六天後因呼吸道及心臟衰竭，不治死亡，得年25歲。27年后的2023年9月29日，拉斯维加斯警方逮捕了涉嫌谋杀图派克的黑帮成员邓恩·戴维斯。